# Kyrylo Koval'čuk
Kyrylo Serhijovyč Koval'čuk (in ucraino Кирило Сергійович Ковальчук?, traslitterazione anglosassone: Kyrylo Serhiiovych Kovalchuk; Odessa, 11 giugno 1986) è un ex calciatore ucraino, di ruolo centrocampista.

## Biografia
È fratello minore di Serghei Covalciuc, anch'egli calciatore e suo compagno di squadra prima al Tom Tomsk e successivamente al Chornomorets.

## Carriera

### Club
Ha giocato nella massima serie dei campionati moldavo, ucraino e russo.

### Nazionale
Il 3 settembre 2014 ha esordito con la nazionale ucraina nell'amichevole vinta contro la Moldavia per 1-0.

## Statistiche

### Cronologia presenze e reti in Nazionale
| Cronologia completa delle presenze e delle reti in nazionale ― Ucraina | Cronologia completa delle presenze e delle reti in nazionale ― Ucraina | Cronologia completa delle presenze e delle reti in nazionale ― Ucraina | Cronologia completa delle presenze e delle reti in nazionale ― Ucraina | Cronologia completa delle presenze e delle reti in nazionale ― Ucraina | Cronologia completa delle presenze e delle reti in nazionale ― Ucraina | Cronologia completa delle presenze e delle reti in nazionale ― Ucraina | Cronologia completa delle presenze e delle reti in nazionale ― Ucraina |
| Data                                                                   | Città                                                                  | In casa                                                                | Risultato                                                              | Ospiti                                                                 | Competizione                                                           | Reti                                                                   | Note                                                                   |
| ---------------------------------------------------------------------- | ---------------------------------------------------------------------- | ---------------------------------------------------------------------- | ---------------------------------------------------------------------- | ---------------------------------------------------------------------- | ---------------------------------------------------------------------- | ---------------------------------------------------------------------- | ---------------------------------------------------------------------- |
| 3-9-2014                                                               | Kiev                                                                   | Ucraina                                                                | 1 – 0                                                                  | Moldavia                                                               | Amichevole                                                             | -                                                                      | 26’                                                                    |
| 8-9-2014                                                               | Kiev                                                                   | Ucraina                                                                | 0 – 1                                                                  | Slovacchia                                                             | Qual. Euro                                                             | -                                                                      | 66’                                                                    |
| 15-11-2014                                                             | Lussemburgo                                                            | Lussemburgo                                                            | 0 – 3                                                                  | Ucraina                                                                | Qual. Euro                                                             | -                                                                      | 85’                                                                    |
| 18-11-2014                                                             | Kiev                                                                   | Ucraina                                                                | 0 – 0                                                                  | Lituania                                                               | Amichevole                                                             | -                                                                      | 46’                                                                    |
| Totale                                                                 |                                                                        | Presenze                                                               | 4                                                                      |                                                                        | Reti                                                                   | 0                                                                      |                                                                        |